# 346
| 346                |
| ------------------ |
| Dødsfald - Fødsler |
|                    |

| Gregoriansk kalender | 346 CCCXLVI             |
| Ab urbe condita      | 1099                    |
| Armensk kalender     | I/T                     |
| Kinesiske kalender   | 3042 – 3043 乙巳 – 丙午 |
| Etiopisk kalender    | 338 – 339               |
| Jødisk kalender      | 4106 – 4107             |
| Hindukalendere       |                         |
| - Vikram Samvat      | 401 – 402               |
| - Shaka Samvat       | 268 – 269               |
| - Kali Yuga          | 3447 – 3448             |
| Iransk kalender      | 276 BP – 275 BP         |
| Islamisk kalender    | 285 BH – 284 BH         |

Se også 346 (tal)